# Briel-sur-Barse
Briel-sur-Barse é uma comuna francesa na região administrativa de Grande Leste, no departamento de Aube. Estende-se por uma área de 12,45 km². Em 2010 a comuna tinha 206 habitantes (densidade: 16,5 hab./km²).